# 64 de Hakken! Tamagotchi Minna de Tamagotchi World
 (avril 2025).
Si vous disposez d'ouvrages ou d'articles de référence ou si vous connaissez des sites web de qualité traitant du thème abordé ici, merci de compléter l'article en donnant les références utiles à sa vérifiabilité et en les liant à la section « Notes et références ».
64 de Hakken! Tamagotchi Minna de Tamagotchi World (64で発見!!たまごっち みんなでたまごっちワールド, Tamagotchi World 64) est un jeu vidéo de type party game sorti en 1997 sur Nintendo 64. Le jeu a été développé par AI et édité par Bandai.

## Système de jeu
Il s'agit d'un jeu de société basé sur l'univers Tamagotchi.